# Ostap Vishnya
Pavlo Mijailovich Hubenko (en ucraniano: Павло Михайлович Губенко; Hrun, 1 de noviembrejul./ 13 de noviembre de 1889greg. - Kiev, 28 de septiembre de 1956), más conocido por su seudónimo literario, Ostap Vishnya, fue un escritor, humorista, satírico y funcionario médico (feldsher) ucraniano. Apodado por los críticos como el Mark Twain ucraniano y el rey de la imprenta de Ucrania. Su fama habría competido en la Ucrania soviética temprana sólo con Tarás Shevchenko y Vladímir Lenin.

## Juventud
Pavlo Hubenko nació en una gran familia campesina de 17 hijos el 13 de noviembre de 1889 en jútor [granja] Chechva, cerca de la pequeña ciudad de Hrun, en el uyezd de Zinkiv, en ese momento en la gobernación de Poltava del Imperio ruso. Hoy se encuentra en el óblast de Sumy, mientras que Zinkiv es una ciudad en el óblast de Poltava, ambos en Ucrania.
Estudió en la escuela primaria en Zinkiv y luego se matriculó en la escuela de enfermería militar de Kiev, que finalizó en 1907. Trabajó como enfermero en el ejército y luego en el departamento de cirugía del hospital de los Ferrocarriles del Sudoeste. Finalmente logró pasar las pruebas para matricularse en la Universidad de Kiev en 1917, pero dos años más tarde, en 1919, abandonó y se dedicó por completo al periodismo y la literatura.
Ese mismo año fue capturado por los bolcheviques como miembro del ejército ucraniano, en ese momento, gravemente enfermo de tifus. También sirvió como jefe de la dirección médico-sanitaria del Ministerio de Ferrocarriles (Transporte) de Ucrania. De 1920 a  1921 pasó un tiempo en la prisión de Járkov, hasta el final de la Guerra civil. Durante la época del Directorio de Ucrania se hizo conocido por su frase: Dentro del vagón - Directorio, debajo del vagón - territorio.

## Carrera y represión

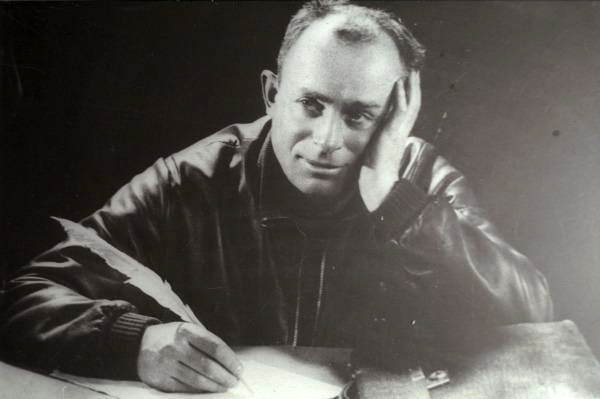
Vishnya en 1925.

El primer trabajo publicado de Hubenko, Las reformas democráticas de Denikin, apareció el 2 de noviembre de 1919 en el periódico Narodna Volia bajo el seudónimo de P. Hrunsky.
En este mismo periódico también fueron impresos varios artículos satíricos del joven escritor. A partir de abril de 1921 pasó a pubicar regularmente como periodista en el periódico gubernamental Noticias del Comité Ejecutivo Central de Ucrania (en ucraniano: Вісті ВУЦВК). El seudónimo Ostap Vishnya apareció por primera vez en La verdad del campesino el 22 de julio de 1921, publicado en el folletín Extraño compañero, ¡de verdad!
En 1922 se fundaba la asociación literaria Pluh [en ucraniano: Плуг, que significa arado] en Járkov, que básicamente fue una organización de escritores rurales, de la que Vishnya formó parte. Su principal postulado fue «luchar contra la ideología propietaria entre los campesinos y promover los ideales de la revolución proletaria». Entre sus miembros estaban Serhi Pilipenko, Petro Panch, Dokia Humenna, Andri Holovko. A mediados de la década de 1920, Pluh, encabezada por Vishnya, se dirigió al gobierno soviético para solicitar habitaciones para los más destacados intelectuales ucranianos.
En 1933, fue condenado a diez años de trabajos forzados por «nacionalismo» y planear acciones terroristas contra la dirección del Partico comunista. Vishnya fue uno de los pocos representantes del Renacimiento fusilado que sobrevivió a la represión. Regresaría a su carrera  literaria en 1943. Fue rehabilitado en 1955.
Ostap Vishnya falleció el 28 de septiembre de 1956 en Kiev. Según las noticias del momento, su funeral llenó la calle Jreshchatyk. Está enterrado en el cementerio de Baikove .

## Obra
De 1921 a la década de 1930 publicó una serie de colecciones de sus escritos, incluyendo Dila nebesni (1923) [Hechos divinos], Komu vesele, a komu sumne (1924) [Para algunos es divertido, para otros es triste], Rep'iashky (1924) [Pequeños runrunes], Lytsem do sela (1926) [De cara al pueblo] y Ukraïnizuiemos (1926) [Estamos siendo ucranizados]. Debido a su éxito entre los campesinos, sus libros fueron los que mayores tiradas tuvieron en la década de 1920.
Junto con Maik Yohansen y Mikola Jvilovi publicó la revista Allo na khvyli 477 [Hola en la frecuencia 477].
Su obra ha sido traducida al inglés en Hard Times, un compendio sobre su mejor humor y sátira que abarca toda su carrera, publicado en 1981 y traducido por Yuri Tkacz, publicado por Bayda Books en Australia.

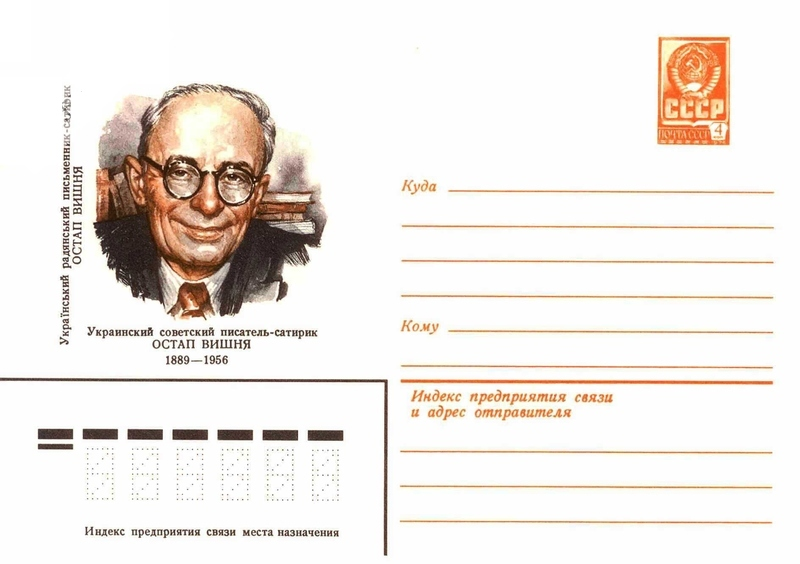
Sobre postal soviético de 1979 con retrato de Ostap Vishnya.
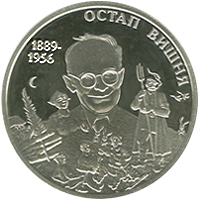
Moneda ucraniana que representa a Vyshnya.
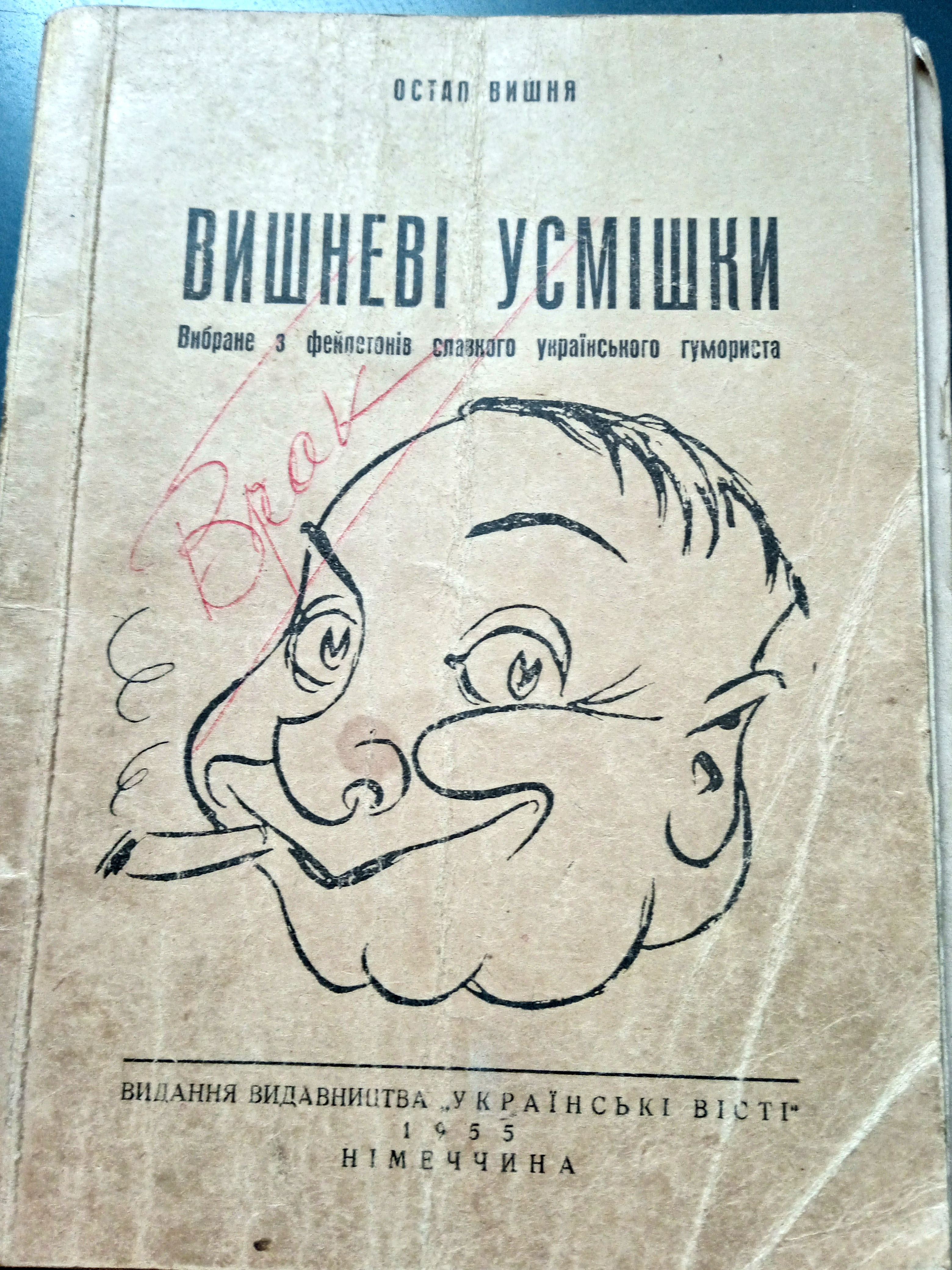
Вишневі усмішки [Cereza que sonríe, juego de palabras con el apellido Vishnya], caricatura de Vishnya (1955)